# ルスラン・カラエフ
ルスラン・カラエフ（Ruslan Karaev、Руслан Караев、1983年5月19日 - ）は、北オセチア共和国出身の元男性キックボクサー。アマチュア時代は「ハンターRU」の異名を持ち、世界王者となった。K-1参戦後の異名は「ロシアの速射砲」。
魔裟斗から「ミドル級より速い」と評価されるスピードと異名通りの超高速の連打、バックハンドブロー、バックキック、バックスピンキックを得意とする。攻撃一辺倒のファイトスタイルゆえにディフェンスが甘く、壮絶な失神KO負けも多い。
日本語、英語、オセチア語、ロシア語の4ヵ国語を話すことができる。母国語はオセチア語で、日本語の質問にも受け答えできるが、公式インタビューでは正確なニュアンスを伝えるためにロシア語で喋ることが多く、稀に英語でコメントするようにしている。
K-1をゲームで知ったのでゲームのキャラクターになるのが夢。なお、得意のバックスピンキックはテコンドー一家のトレーナーによって磨かれた。
強さと派手なファイトスタイルに加えてその端正な顔つきから女性からの人気も高く、谷川貞治K-1イベントプロデューサーは「バダ・ハリと並んで次世代のスター。アンディ・フグのようになってほしい」と期待を寄せている。
総合格闘家アラン・カラエフは従兄弟。

## 来歴
アマチュアでは167戦159勝8敗125KOという驚異的な戦績を残し、2003年にはアマチュアキックボクシングの世界選手権で優勝した。
2004年に知人であるコメディアンのポール牧の紹介で来日し、日本に住んでマルプロジムを練習拠点とする。伊原道場へも頻繁に出稽古に行っていた。
2005年6月14日、K-1 WORLD GP 2005 in HIROSHIMAにアマチュア最強としてK-1に参戦。レイ・セフォーと対戦するも開始37秒で2度のダウンを奪われ、タオル投入によるTKO負け。
2005年8月13日、K-1 WORLD GP 2005 in LAS VEGAS IIで行われた世界最終予選では、ヘビー級とは思えないスピードとバックキックで優勝。前に出るアグレッシブなスタイルを見せた。優勝後のインタビューでは同年4月に自殺したポール牧への追悼と感謝のコメントを残した。
2005年9月23日、K-1 WORLD GP 2005 開幕戦ではアーネスト・ホーストの代役であるリカルド・ノードストランドと対決し、判定勝ち。デビュー1年目にしてグランプリ本戦へ進出した。
2005年11月19日、本戦では準々決勝で武蔵と対決。4R通して手数で武蔵を上回っていたが、判定負け。ちなみに試合後の会見で「武蔵選手にはノックダウン、もしくは、ノックアウトしないと勝てないことは知っていました。」と発言した。
2006年4月29日、K-1 WORLD GP 2006 in LAS VEGASでステファン・"ブリッツ"・レコと対戦し、2度のダウンを奪い勝利。
2006年6月3日、K-1 WORLD GP 2006 in SEOULでレイ・セフォーとリマッチを行ったが、1R序盤こそ素早い蹴り技を繰り出したものの、中盤にカウンターのブーメランフックを受け失神KO負け。返り討ちにされた。
2006年8月12日、K-1 WORLD GP 2006 in LAS VEGAS IIでデューウィー・クーパーと対戦し、スピーディーなコンビネーションで優勢に立ち、判定勝ちを収めるが、クーパーの反撃に思わず後退する場面も見られ、谷川貞治K-1イベントプロデューサーに「ガードのトレーニングをしないと危ない」とコメントされた。
2006年9月30日、K-1 WORLD GP 2006 開幕戦ではバダ・ハリと対戦し、1R右ストレートでKO勝ち。これに対し立ち上がったハリは激しく抗議し、暫くリングに留まっていたが結果は覆らなかった。ハリは「倒れたあとにキックを当てられた」と激高したが、カラエフ自身は「膝がつく前に蹴っていたのだから反則にはならなかった」と話している。
2006年12月2日、K-1 WORLD GP 2006 決勝戦・準々決勝でグラウベ・フェイトーザと対戦。スピードを活かして戦うも、独自の軌道を描くブラジリアンキックを浴び、ふらついたところへグラウベのラッシュを受けスタンディングダウンを取られてしまう。そして、10カウント以内にファイティングポーズが取れず、また目の焦点が合っていなかったため、レフェリーストップとなってしまった。結果は1分11秒TKO負けで、以前から指摘されていたディフェンスの甘さが改めて浮き彫りとなった。
2007年3月4日、K-1 WORLD GP in YOKOHAMAで前回消化不良に終わったバダ・ハリと初代K-1世界ヘビー級王座挑戦者決定戦で対戦。2Rに得意の連打で先制のダウンを奪うが、その直後にカウンターの右ストレートを浴びて壮絶な逆転失神KO負け。しかし、歴史に残る名勝負を繰り広げた両者に対して試合後に観客からスタンディングオベーションを受けた。試合後、「インフルエンザのせいで試合前日39度の熱があった」、「疲れのせいでガードが下がったからだ」と話した。また、この試合について解説を担当していた魔裟斗は「2人共ミドル級よりスピードが速かった」と評価していた。
2007年6月23日、K-1 WORLD GP 2007 IN AMSTERDAMでメルヴィン・マヌーフと対戦。前回、K-1世界ヘビー級王者バダ・ハリと名勝負を繰り広げたカラエフであったが、開始早々に左フックを浴び、わずか31秒で失神KO負けを喫した。
2007年9月29日、K-1 WORLD GP 2007 IN SEOUL FINAL16でGP1回戦をジェロム・レ・バンナと対戦予定だったが、開催1週間前の交通事故で怪我を負い、欠場した。
2008年3月9日、新日本キックボクシング協会「MAGNUM 16」でスウィーン・カーオ（タイ）と対戦予定だったが当日に天田ヒロミに変更。計5回のダウンを奪いKO勝ち。
その後、オランダのゴールデン・グローリーへの出稽古も行うようになる。
2008年7月13日、K-1 WORLD GP 2008 IN TAIPEIに出場し、1回戦富平辰文、準決勝キム・ヨンヒョン、決勝戦アレキサンダー・ピチュクノフに全てKO勝利し、優勝を果たした。
2008年9月27日、K-1 WORLD GP 2008 IN SEOUL FINAL16でハリッド"ディ・ファウスト"にKO勝ち。互いにダウンを奪い合う好勝負となり、まさにK-1だと谷川プロデューサーは述べた。
2008年12月6日、K-1 WORLD GP 2008 FINALの準々決勝でグーカン・サキと対戦。K-1最速王決定戦と称されたこの試合で、自身の得意技であるバックブローでダウンを奪われ判定負け。
2009年3月28日、K-1 WORLD GP 2009 IN YOKOHAMAの第2代K-1世界ヘビー級王者決定トーナメント1回戦でグーカン・サキと再戦予定であったが、腰痛により欠場となった。
2009年9月26日、K-1 WORLD GP 2009 IN SEOUL FINAL16で第2代K-1世界ヘビー級王者京太郎と無差別級契約で対戦し、判定勝ち。
2009年10月17日、ゴールデン・グローリー10周年記念大会「GLORY 11」でのWFCA世界スーパーヘビー級王者決定戦でヘスディ・カラケスと対戦し、0-3の判定負け。
2009年12月5日、K-1 WORLD GP 2009 FINALの準々決勝でバダ・ハリとラバーマッチを戦い、1Rに2度ダウンを奪われKO負けとなった。
2010年4月3日に開催されたK-1 WORLD GP 2010 IN YOKOHAMAでジェロム・レ・バンナと対戦予定であったが、左膝靭帯損傷により欠場となった。谷川貞治K-1イベントプロデューサーは「プロの選手として失格。厳しい対応をしないといけない」と発言した。
2010年10月2日に開催されたK-1 WORLD GP 2010 IN SEOUL FINAL16でタイロン・スポーンと対戦予定だったが、コンディション不良により欠場となった。

## 戦績
- アマチュアキックボクシング: 169戦 160勝 125KO 9敗

| キックボクシング 戦績 | キックボクシング 戦績 | キックボクシング 戦績 | キックボクシング 戦績 | キックボクシング 戦績 | キックボクシング 戦績 | キックボクシング 戦績 |
| --------------------- | --------------------- | --------------------- | --------------------- | --------------------- | --------------------- | --------------------- |
| 22 試合               | (T)KO                 | 判定                  | その他                | 引き分け              | 無効試合              |                       |
| 13 勝                 | 7                     | 6                     | 0                     | 0                     | 0                     |                       |
| 9 敗                  | 6                     | 3                     | 0                     | 0                     | 0                     |                       |

| 勝敗 | 対戦相手                     | 試合結果                                  | 大会名                                                                | 開催年月日     |
| ×    | バダ・ハリ                   | 1R 0:38 KO（右フック・2ノックダウン）     | K-1 WORLD GP 2009 FINAL 【準々決勝】                                  | 2009年12月5日  |
| ×    | ヘスディ・カラケス           | 3R終了 判定0-3                            | GLORY 11: A Decade of Fights 【WFCA世界スーパーヘビー級王者決定戦】   | 2009年10月17日 |
| ○    | 京太郎                       | 3R終了 判定3-0                            | K-1 WORLD GP 2009 IN SEOUL FINAL16 【1回戦】                          | 2009年9月26日  |
| ×    | グーカン・サキ               | 3R終了 判定0-3                            | K-1 WORLD GP 2008 FINAL 【準々決勝】                                  | 2008年12月6日  |
| ○    | ハリッド"ディ・ファウスト"   | 2R 2:30 KO（3ノックダウン：パンチ連打）   | K-1 WORLD GP 2008 IN SEOUL FINAL16 【1回戦】                          | 2008年9月27日  |
| ○    | アレキサンダー・ピチュクノフ | 1R 2:03 KO（左フック）                    | K-1 WORLD GP 2008 IN TAIPEI 【ASIA GP 決勝】                          | 2008年7月13日  |
| ○    | キム・ヨンヒョン             | 1R 0:15 TKO（ドクターストップ：鼻骨骨折） | K-1 WORLD GP 2008 IN TAIPEI 【ASIA GP 準決勝】                        | 2008年7月13日  |
| ○    | 富平辰文                     | 3R 2:20 KO（2ノックダウン：左フック）     | K-1 WORLD GP 2008 IN TAIPEI 【ASIA GP 1回戦】                         | 2008年7月13日  |
| ○    | 天田ヒロミ                   | 3R 2:06 KO（3ノックダウン：右膝蹴り）     | 新日本キックボクシング協会「MAGNUM 16」                               | 2008年3月9日   |
| ×    | メルヴィン・マヌーフ         | 1R 0:31 KO（左フック）                    | K-1 WORLD GP 2007 IN AMSTERDAM 【スーパーファイト】                   | 2007年6月23日  |
| ×    | バダ・ハリ                   | 2R 2:46 KO（右ストレート）                | K-1 WORLD GP 2007 IN YOKOHAMA 【初代K-1世界ヘビー級王座挑戦者決定戦】 | 2007年3月4日   |
| ×    | グラウベ・フェイトーザ       | 1R 1:11 TKO（レフェリーストップ）         | K-1 WORLD GP 2006 in TOKYO 決勝戦 【準々決勝】                        | 2006年12月2日  |
| ○    | バダ・ハリ                   | 1R 0:52 KO（右ストレート）                | K-1 WORLD GP 2006 in OSAKA 開幕戦 【1回戦】                           | 2006年9月30日  |
| ○    | デューウィー・クーパー       | 3R終了 判定3-0                            | K-1 WORLD GP 2006 in LAS VEGAS II 【スーパーファイト】                | 2006年8月12日  |
| ×    | レイ・セフォー               | 1R 1:42 KO（右フック）                    | K-1 WORLD GP 2006 in SEOUL 【スーパーファイト】                       | 2006年6月3日   |
| ○    | ステファン"ブリッツ"レコ     | 3R終了 判定3-0                            | K-1 WORLD GP 2006 in LAS VEGAS 【スーパーファイト】                   | 2006年4月29日  |
| ×    | 武蔵                         | 延長R終了 判定0-3                         | K-1 WORLD GP 2005 in TOKYO 決勝戦 【準々決勝】                        | 2005年11月19日 |
| ○    | リカルド・ノードストランド   | 3R終了 判定3-0                            | K-1 WORLD GP 2005 in OSAKA 開幕戦 【1回戦】                           | 2005年9月23日  |
| ○    | スコット・ライティ           | 3R終了 判定3-0                            | K-1 WORLD GP 2005 in LAS VEGAS II 【世界最終予選 決勝】               | 2005年8月13日  |
| ○    | アゼム・マクスタイ           | 3R終了 判定3-0                            | K-1 WORLD GP 2005 in LAS VEGAS II 【世界最終予選 準決勝】             | 2005年8月13日  |
| ○    | フレディ・ケマイヨ           | 1R 1:39 KO（右バックスピンキック）        | K-1 WORLD GP 2005 in LAS VEGAS II 【世界最終予選 1回戦】              | 2005年8月13日  |
| ×    | レイ・セフォー               | 1R 0:37 TKO（タオル投入）                 | K-1 WORLD GP 2005 in HIROSHIMA 【スーパーファイト】                   | 2005年6月14日  |

## 獲得タイトル
- アマチュアキックボクシング・ヨーロッパ選手権準優勝（2002年）
- アマチュアキックボクシング・ヨーロッパ選手権優勝（2003年）
- WAKO世界アマチュアキックボクシング選手権パリ大会 フルコンタクトルール・男子シニア部門91kg未満級優勝（2003）[3]
- K-1 WORLD GP 2005 ラスベガス大会 世界最終予選トーナメント 優勝
- K-1 WORLD GP 2008 IN TAIPEI - ASIA GPトーナメント 優勝